# 홍세기
홍세기(洪世基, 1929년 3월 15일~2010년 6월 22일)는 대한민국의 정치인이다. 제13대 국회의원을 지냈다.

## 학력
- 대전공업 고등학교 4년 수료
- 국학대, 고려대 법대 행정학과 졸업
- 건국대학교대학원 법학대학 행정학과졸업
- 서울대학교 법학대학 행정대학원 수료

## 경력
- 충남 조치원, 서대전, 예산, 홍성경찰서장(경감)
- 충남 보령, 천안, 서울 동대문 경찰서장, 기동대대장(총경)
- 치안본부 경비과장, 경무과장, 충청북도경찰청장, 치안본부 감사담당관, 제1.2차장(경무관)
- 해양경찰청장 (치안감)
- 제10대 국립경찰대학장(치안정감)
- 제13대 국회의원, 국회 법제사법위원회 간사
- 민주정의당, 민주자유당 중앙정치교육원 부원장
- 남양홍씨 대종중 중앙종친회 부회장. 회장
- 한국전기안전공사 이사장
- 사단법인 민생치안연구소 이사장
- 한나라당 국책자문위원, 대외협력자문위원
- 헌정회 간사

## 역대 선거 결과
| 실시년도 | 선거  | 대수 | 직책     | 선거구 | 정당       | 득표수      | 득표율         | 순위        | 당락 | 비고 |
| -------- | ----- | ---- | -------- | ------ | ---------- | ----------- | -------------- | ----------- | ---- | ---- |
| 1988년   | 총선  | 13대 | 국회의원 | 전국구 | 민주정의당 | 6,670,494표 | \| \| 34.0% \| | 전국구 30번 |      | 초선 |
|          | 34.0% |      |          |        |            |             |                |             |      |      |